# Султанка африканська
Султанка африканська (Porphyrio alleni) — невеликий птах родини пастушкових. Латинська назва надана на честь британського контр-адмірала Вільяма Аллена (1770-1843). 

## Зовнішній вигляд
Невеликий водоплавний птах, розміром трохи більше водяного пастушка. Забарвлення яскраве, зеленувата зверху та фіолетово-синя знизу. Під хвостом біле оперення. Дзьоб і ноги червоні. Пухові пташенята чорні, як і у всіх пастушкових. 

## Поширення
Мешкає в Африці, на південь від Сахари. Відомі регулярні зальоти в південну Європу та поодинокі — у Велику Британію. 

## Спосіб життя
Скритний птах, населяє болота та зарослі озера. Живиться на землі і на мілководді, поїдаючи комах та інших безхребетних. Добре плаває, киваючи головою. Злітає неохоче, але літає добре, у всякому разі краще, ніж більшість султанок. Гніздо з усіх боків оточене водою, в кладці 2—5 яєць. Достатньо гучний птах, її гучний та різкий крик чути здалеку. 